# Liz Smith
Betty Gleadle, mer känd som Liz Smith, född 11 december 1921 i Scunthorpe i Lincolnshire, död 24 december 2016 i Worthing i West Sussex, var en brittisk skådespelare. I Sverige är hon kanske mest känd som Letitia Cropley i tv-serien Ett herrans liv och som Zillah i serien Från Lark Rise till Candleford.

## Filmografi i urval
- 1977 – The Duchess of Duke Street (TV-serie)
- 1977 – Pythons prilliga parodier (TV-serie)
- 1979 – Mysteriet Agatha
- 1981 – Den franske löjtnantens kvinna
- 1982 – Brittiska sjukan
- 1982 – Jakten på Rosa pantern
- 1983 – Agatha Christie's Partners in Crime (TV-serie)
- 1983 – Rosa panterns förbannelse
- 1984 – En julsaga (TV-film)
- 1986 – En hondjävuls liv och lustar (TV-serie)
- 1987 – Little Dorrit
- 1988 – Apartment Zero
- 1988 – Snacka om spöken
- 1989 – Kocken, tjuven, hans fru och hennes älskare
- 1990 – A Bit of Fry and Laurie (TV-serie)
- 1991 – Bottom (TV-serie)
- 1991–1999 – 2point4 Children (TV-serie)
- 1992 – Indiana Jones äventyr (TV-serie)
- 1993 – Cluedo (TV-serie)
- 1993 – Lovejoy (TV-serie)
- 1993 – Rosa Panterns son
- 1994–1996 – Ett herrans liv (TV-serie)
- 1996 – Hemligheter och lögner
- 1999 – Alice i Underlandet (TV-film)
- 1999 – En julsaga (TV-film)
- 1999 – Oliver Twist (miniserie)
- 1999 – The Ruth Rendell Mysteries (TV-serie)
- 2001 – The Life and Adventures of Nicholas Nickleby (TV-film)
- 2005 – Kalle och chokladfabriken
- 2005 – Oliver Twist
- 2005 – Wallace & Gromit: Varulvskaninens förbannelse
- 2008 – City of Ember
- 2008 – Från Lark Rise till Candleford (TV-serie)

## Utmärkelse
- Riddare av Brittiska imperieorden,  2009

[Redigera Wikidata]